# Ceroplastes rusci
Il ceroplaste del fico o cocciniglia del fico (Ceroplastes rusci Linnaeus, 1758) è un insetto fitomizo dell'ordine dei Rhynchota Homoptera Sternorrhyncha (superfamiglia Coccoidea, famiglia Coccidae). 
Infeudato principalmente al fico, è in realtà una cocciniglia polifaga che si rinviene anche su agrumi, olivo, alloro, agrifoglio, oleandro, pittosporo, palme, pioppo, platano, corbezzolo, gelso, vite, ecc..

## Descrizione

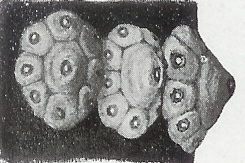
Femmina adulta di C. rusci.

Il ceroplaste è diffuso nei paesi del bacino mediterraneo, in Giappone e Australia.
La femmina adulta  ha il corpo ricoperto di nove piastre cerose, delle quali una dorsale poligonale circondata da altre otto ombelicate.
Nelle femmine giovani il colore dello scudo ceroso è grigiastro, in quelle ovigene è rosso mattone.
Il follico maschile, bianco e di forma ellittica-allungata,  è circondato da 15 grossi raggi cerosi e di altri due raggi dorsali.

## Ciclo biologico

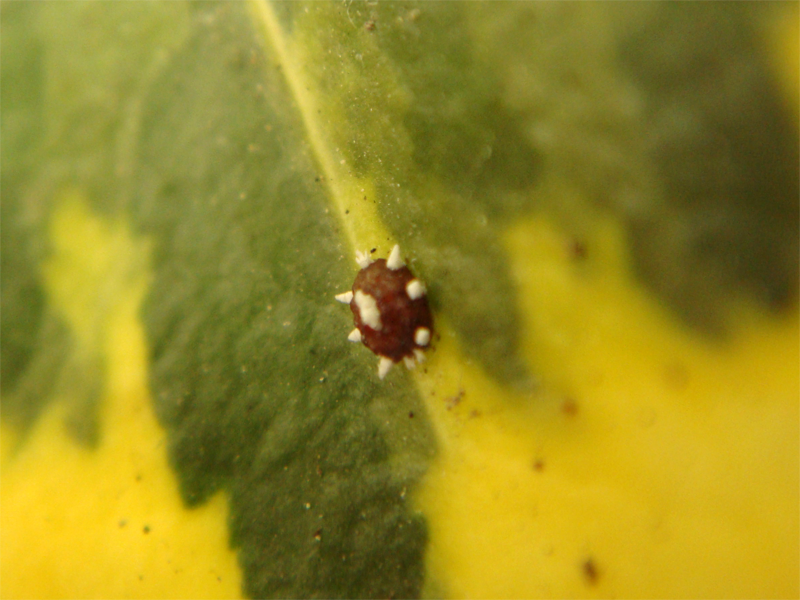
Esemplare di Ceroplastes rusci

Presenta una sola generazione all'anno anche se in particolari microclimi meridionali e insulari si è accertata una seconda generazione.
Sverna come neanide di terza età o di adulto. Le femmine iniziano l'ovodeposizione (mediamente 1000-1500 uova per femmina) in aprile e le neanidi di colore giallo-ruggine, colonizzano le foglie occupando nei primi stadi la pagina superiore per poi migrare, già a partire dal mese di agosto, sui rami per svernare; la seconda generazione inizia in luglio-agosto.

## Danni
La vegetazione delle piante, imbrattata dalla melata e dalla fumaggine, deperisce e dissecca.

## Antagonisti
Questo coccide è limitato da molti nemici naturali quali: 
- Predatori: Chilocorus bipustulatus ed Exocomus quadripustulatus (Coleoptera: Coccinellidae); Eublemma scitula (Lepidoptera: Noctuidae);
- Parassitoidi: Coccophagus flavoscutellatum (Imenotteri Calcidoidei Afelinidi); Scutellista cyanea (Hymenoptera: Encyrtidae) predatore zoofago ma anche parassitoide ectofago di giovani femmine.

## Difesa
La lotta chimica viene effettuata con oli bianchi  in corrispondenza della fuoriuscita delle neanidi, in particolare in estate.
In caso di forte infestazione si rivela utile la spazzolature invernale dei rami infestati, da effettuare dopo la potatura ed eventuale trattamento nei confronti delle forme svernanti con olio bianco attivato con fosforganici.